# Flourish
Pour plus de détails, voir Fiche technique et Distribution.
Flourish est un film américain réalisé par Kevin Palys, sorti en 2006.

## Fiche technique
- Titre original : Flourish
- Réalisation : Kevin Palys
- Scénario : Kevin Palys
- Direction artistique : Alicia Haverland
- Décors : Chris Wright
- Costumes : Lauren Palys
- Photographie : Maximilian Gutierrez
- Montage : Peter Samet
- Musique : Andrew Kaiser, Julian Sakata
- Production : Jennifer Morrison, Kevin Palys, Jason Peterson, B.P. Cooper
  - Production déléguée : Jerry Francis, Frank Mannion
  - Coproduction : Erica Kaufman
- Société(s) de production : Symbolic Entertainment, PettingZoo Pictures, Swipe Films
- Pays d'origine : États-Unis
- Année : 2006
- Langue originale : anglais
- Format : noir et blanc – couleur – 2,35:1 – Dolby Digital
- Genre : comédie dramatique, mystère
- Durée : 95 minutes
- Dates de sortie : 
  -  États-Unis : 3 mars 2006 (Cinequest Film Festival)

## Distribution
- Jennifer Morrison : Gabrielle Winters
- Jesse Spencer : Eddie Gator
- Leighton Meester : Lucy Covner
- Daniel Roebuck : Charles Covner
- Olivia Burnette : Bridget Burnham
- Connie Ray : Wendy Covner
- Victoria Garcia-Kelleher[1] : Mary Wilcox
- Ian Brennan : Dr Carter Kaufman
- Aulani Rhea : Medical Resident
- Earnest Rhea : FBI Agent
- Michael Novick : Psych Orderly